# 硅铁灰石
硅铁灰石是一种含有钙铁锰的链状硅酸盐矿物，其化学式为Ca2(Fe,Mn)FeSi5O14(OH)。和其他常见的硅酸盐矿物所不同的是，在硅铁灰石中三价铁完全取代了常见的铝。